# Piypit
Piypit ist ein sehr selten vorkommendes Mineral aus der Mineralklasse der „Sulfate (einschließlich Selenate, Tellurate, Chromate, Molybdate und Wolframate)“ mit der chemischen Zusammensetzung K4Cu4O2(SO4)4·(Na,Cu)Cl oder in der kristallchemischen Strukturformelschreibweise (Na,Cu)K4Cu4[O2|Cl|(SO4)4] und damit chemisch gesehen ein Kalium-Kupfer-Sulfat mit zusätzlichen Sauerstoff- und Chlorionen.
Piypit kristallisiert im tetragonalen Kristallsystem und entwickelt nadelige bis säulige Kristalle mit quadratischem Querschnitt, die nach der c-Achse gestreckt und im Allgemeinen hohl sind. Die durchsichtigen bis durchscheinenden Kristalle sind von smaragdgrüner bis dunkelgrüner oder schwarzer Farbe und zeigen auf den Oberflächen einen fett- bis glasähnlichen Glanz. Seine Strichfarbe ist dagegen eher gelblichgrün.

## Etymologie und Geschichte
Erstmals entdeckt wurde Piypit in Mineralproben, die nach der großen Spalteneruption an den Fumarolen des Tolbatschik auf der Halbinsel Kamtschatka im russischen Föderationskreis Ferner Osten gesammelt wurden. Die Analyse und Erstbeschreibung erfolgte durch Lidija Pawlowna Wergassowa, Stanislaw K. Filatow, E. K. Serafimova und G. L. Starova (russisch: Л. П. Вергасова, С. К. Филатов, Е. К. Серафимова, Г. Л. Старова), die das Mineral nach dem russischen Vulkanologen, Gründer und erstem Direktor des Instituts für Vulkanologie auf Kamtschatka Boris Iwanowitsch Piip (englisch: Boris Ivanovich Piyp; russisch: Борис Иванович Пийп; 1906–1966) benannten.
Das Mineralogen-Team um Vergasowa reichte ihre Untersuchungsergebnisse und den gewählten Namen 1982 zur Prüfung bei der International Mineralogical Association (interne Eingangs-Nr. der IMA: 1982-097), die den Piypit am 11. Februar 1983 als eigenständige Mineralart anerkannte. Die Publikation der Erstbeschreibung folgte im Jahr darauf im russischen Fachmagazin Доклады Академии наук [Doklady Akademii Nauk] (deutsch: Berichte der Akademie der Wissenschaften) und wurde 1985 im englischsprachigen Fachmagazin American Mineralogist bestätigt.
Das Typmaterial des Minerals wird in der Mineralogischen Sammlung der Staatlichen Bergbau-Universität Sankt Petersburg (ehemals Staatliches Bergbauinstitut) in Sankt Petersburg unter der Katalog-Nr. 1331/1 aufbewahrt.
Kurz nach der Anerkennung von Piypit, genauer am 29. April 1983, wurde auch das Mineral Caratiit von der IMA anerkannt, das von A. M. Clark, E. E. Fejer und A. G. Couper analysiert und erstbeschrieben wurde. Die zur Analyse herangezogenen Mineralproben stammten aus Laven, die beim Ausbruch des Vesuvs (Italien) 1869 entstanden und der Name ehrt den italienischen Sammler von Vesuv-Mineralien und Autoren des Guida alla mineralogia vesuviana Mariano Carati (* 1951). Da die beiden Minerale chemisch und strukturell identisch sind, der Piypit jedoch zuerst beschrieben und anerkannt wurde, hatte dieser Name Vorrang.

## Klassifikation
Da der Piypit erst 1982 als eigenständiges Mineral anerkannt wurde, ist er in der seit 1977 veralteten 8. Auflage der Mineralsystematik nach Strunz noch nicht verzeichnet. Einzig im Lapis-Mineralienverzeichnis nach Stefan Weiß, das sich aus Rücksicht auf private Sammler und institutionelle Sammlungen noch nach dieser alten Form der Systematik von Karl Hugo Strunz richtet, erhielt das Mineral die System- und Mineral-Nr. VI/B.05-40. In der „Lapis-Systematik“ entspricht dies der Klasse der „Sulfate, Chromate, Molybdate und Wolframate“ und dort der Abteilung „Wasserfreie Sulfate, mit fremden Anionen“, wobei in den Gruppen VI/B.01 bis 10 vorwiegend Verbindungen mit mittelgroßen Kationen eingeordnet sind. Piypit bildet hier zusammen mit Alumoklyuchevskit, Chlorothionit, Fedotovit, Kamchatkit, Klyuchevskit und Puninit eine eigenständige, aber unbenannte Gruppe (Stand 2018).
Die seit 2001 gültige und von der IMA zuletzt 2009 aktualisierte 9. Auflage der Strunz’schen Mineralsystematik ordnet den Piypit in die erweiterte Klasse der „Sulfate (Selenate, Tellurate, Chromate, Molybdate und Wolframate)“, dort aber ebenfalls in die Abteilung der „Sulfate (Selenate usw.) mit zusätzlichen Anionen, ohne H2O“ ein. Diese ist allerdings weiter unterteilt nach der relativen Größe der beteiligten Kationen, so dass das Mineral entsprechend seiner Zusammensetzung in der Unterabteilung „Mit mittelgroßen und großen Kationen“ zu finden ist, wo es als einziges Mitglied die unbenannte Gruppe 7.BC.40 bildet.
Auch die vorwiegend im englischen Sprachraum gebräuchliche Systematik der Minerale nach Dana ordnet den Piypit in die Klasse der „Sulfate, Chromate und Molybdate“ und dort in die Abteilung der „Wasserfreie Sulfate mit Hydroxyl oder Halogen“ ein. Hier ist er als einziges Mitglied in der unbenannten Gruppe 30.02.07 innerhalb der Unterabteilung „Wasserfreie Sulfate mit Hydroxyl oder Halogen mit (AB)2XO4Zq“ zu finden.

## Kristallstruktur
Piypit kristallisiert tetragonal in der Raumgruppe I4 (Raumgruppen-Nr. 79) mit den Gitterparametern a = 13,60 Å und c = 4,98 Å sowie vier Formeleinheiten pro Elementarzelle.

## Bildung und Fundorte
Piypit bildet sich als Sublimationsprodukt bei über 500 °C aus vulkanischen Gasen an Fumarolen. An seiner Typlokalität am Tolbatschik auf der russischen Halbinsel Kamtschatka fand sich das Mineral mit vielen Begleitmineralen wie den Halogeniden Cotunnit, Halit, Ponomarevit, Sylvin und Tolbachit, den Oxiden Hämatit und Tenorit, dem Selenit Sophiit, den Sulfaten Alumoklyuchevskit, Aphthitalit, Chalkocyanit, Dolerophanit, Euchlorin, Fedotovit, Langbeinit und Nabokoit sowie den Phosphaten Alarsit, Averievit und Lammerit und dem Arsenat Urusovit vergesellschaftet. Am Vesuv im italienischen Golf von Neapel trat als Begleitmineral Paratacamit hinzu.
Der bisher einzige weitere bekannte Fundort für Piypit ist die inzwischen eingezäunte Schlackenhalde der ehemaligen Blei- und Silberhütte Braubach im Rhein-Lahn-Kreis von Rheinland-Pfalz.